# Emeiacris exiensis
Emeiacris exiensis är en insektsart som beskrevs av Wang, Yuwen 1995. Emeiacris exiensis ingår i släktet Emeiacris och familjen gräshoppor. Inga underarter finns listade i Catalogue of Life.